# Летяев, Валерий Алексеевич
Вале́рий Алексе́евич Летя́ев (род. 30 октября 1958) — советский и российский историк и правовед. Доктор юридических наук (2002), кандидат исторических наук (1989), профессор (2006).

## Биография
В 1981 году окончил исторический факультет Ивановского государственного университета, где учился в 1976— годах. В 1989 году окончил очную аспирантуру Казанского государственного университета имени В. И. Ульянова-Ленина и защитил диссертацию на соискание учёной степени кандидата исторических наук, по теме «Российская историография об античном Риме (вторая половина XIX — начало XX вв.)». В 2001 году в Саратовской государственной академии права защитил диссертацию на соискание учёной степени доктора юридических наук по теме «Рецепция римского права в России XIX — начало XX вв. (историко-правовой аспект)».
До 2009 года первый заведующий основанной в 2006 году кафедры теории и истории права и государства Волжского гуманитарного института (филиала) ВолГУ, являлся его проректором и деканом юридического факультета. В настоящее время профессор и заместитель директора Института международных отношений, истории и востоковедения КФУ.
Член докторских диссертационных советов в Казанском (Приволжском) федеральном университете и Волгоградском государственном университете.
Автор более 100 научных и учебно-методических работ.

## Награды
- Почётный работник высшего профессионального образования Российской Федерации (2004).

## Научные труды
- Летяев В. А. Рецепция римского права в России XIX — начала XX в. : (Историко-правовой аспект) / М-во образования Рос. Федерации. Волгогр. гос. ун-т. — Волгоград : Изд-во Волгогр. гос. ун-та, 2001. — 241 с. ISBN 5-85534-433-9
- Летяев В. А. Восприятие римского наследия российской наукой XIX — начала XX в. / М-во образования Рос. Федерации. Волгогр. гос. ун-т. — Волгоград : Изд-во Волгогр. гос. ун-та, 2002. — 213 с. ISBN 5-85534-591-2
- Летяев В. А. Рецепция римского правового наследия гражданским правом России: вопросы теории и истории сравнительного правоведения: курс лекций для студентов бакалавриата, специалитета и магистратуры / Федеральное агентство по образованию, ГОУ ВПО «Волгоградский гос. ун-т», Волжский гуманитарный ин-т (филиал) ВолГУ. — Волгоград : Волгоградское научное издательство, 2006. ISBN 5-98461-244-5
- Летяев В. А., Ломакина О. Е. Правовая медиация в разрешении конфликтов и споров (компаративно-правовой анализ зарубежного и отечественного опыта) : учебно-методическое пособие / М-во образования и науки Рос. Федерации, Волгогр. гос. ун-т, Волж. гуманитар. ин-т-(фил.) ВолГУ. — Волгоград : Волгоградское научное издательство, 2010. — 59 с. ISBN 978-5-98461-800-7
- Летяев В. А., Егоров Г. Г. Коррупциогенные угрозы в нормативных актах субъекта Федерации: монография / М-во образования и науки РФ, Волжский гуманитарный ин-т (фил.) Федерального гос. бюджетного образовательного учреждения высш. проф. образования «Волгоградский гос. ун-т». — Волгоград : Волгоградское научное издательство, 2011. — 171 с. ISBN 978-5-98461-924-0